# Британські Віргінські Острови на зимових Олімпійських іграх 2014
Британські Віргінські Острови на зимових Олімпійських іграх 2014 року у Сочі були представлені 1 спортсменом[ким?] з 1 виду спорту[якого?].